# Mézières-sur-Seine
Mézières-sur-Seine ist eine französische Gemeinde mit 3874 Einwohnern (Stand 1. Januar 2022) im Département Yvelines in der Region Île-de-France. Sie gehört zum Arrondissement Mantes-la-Jolie und zum Kanton Limay. Die Einwohner werden Méziérois genannt.

## Geographie
Mézières-sur-Seine liegt am linken Ufer der Seine, etwa 45 Kilometer westlich von Paris. Umgeben wird Mézières-sur-Seine von den Nachbargemeinden Porcheville im Norden und Nordwesten, Issou im Norden, Gargenville im Norden und Nordosten, Épône im Osten, Jumeauville im Süden und Südosten, Goussonville und Boinville-en-Mantois im Südwesten sowie Guerville im Westen.
Durch die Gemeinde führt die Autoroute A13 von Caen nach Paris.

## Geschichte
980 wurde der Ort als Macerias erwähnt. Der Ort gehörte zum Einflussbereich des Kapitels von Notre-Dame in Paris.

## Bevölkerungsentwicklung
| Jahr      | 1962 | 1968 | 1975 | 1982 | 1990 | 1999 | 2006 | 2011 |
| Einwohner | 1617 | 1771 | 1968 | 2124 | 2726 | 3341 | 3468 | 3556 |

## Sehenswürdigkeiten

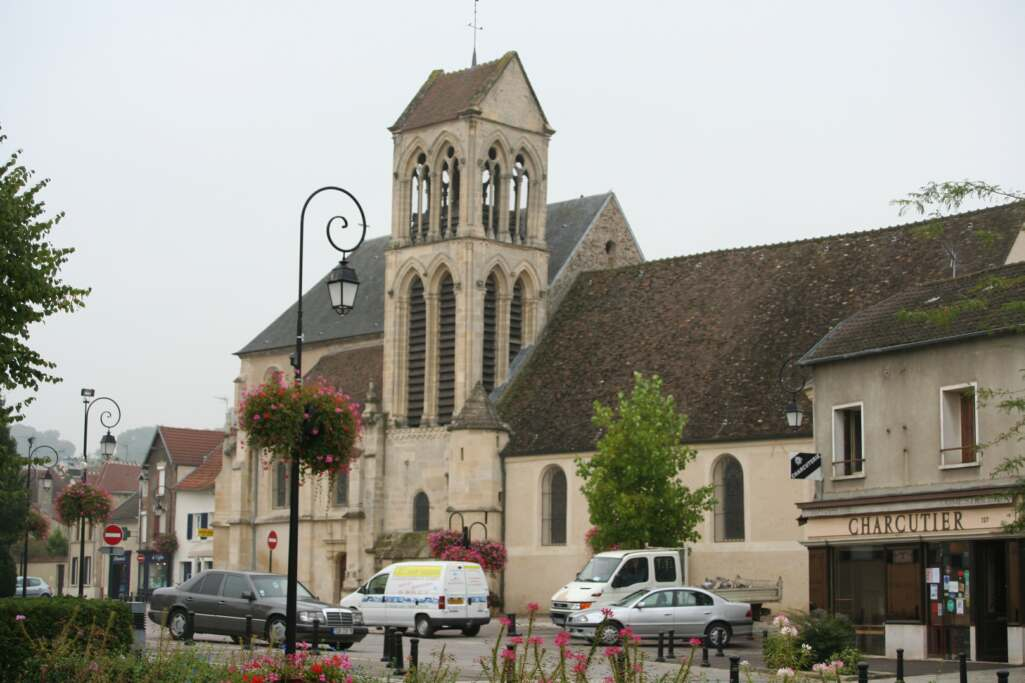
Kirche Saint-Nicolas

- Kirche Saint-Nicolas, Glockenturm im 13. Jahrhundert im gotischen Stil errichtet, Chor im 17. Jahrhundert erbaut, seit 1931 Monument historique
- Lavoir
- Gutshof
- Carrière de la Guerville, Natura2000-Gebiet, das in die Gemeinde hineinreicht

## Wirtschaft und Infrastruktur
Das Unternehmen Turbomeca stellt hier seit 1939 Gasturbinen her. Auf dem Gebiet der östlichen Nachbargemeinde Épône befindet sich an der Autoroute A 13 von Paris über Rouen nach Caen die Anschlussstelle 10 Épône. Der Bahnhof Épône-Mézières erstreckt sich auch auf dem Gebiet der Nachbargemeinde. Der Bahnhof liegt an der Bahnstrecke Paris-St-Lazare–Le Havre, von der hier die Bahnstrecke Épône-Mezières–Plaisir-Grignon nach Süden abzweigt. Der Bahnhof wird im Regionalverkehr von den Transilien-Linien J (Paris-St-Lazare) und N (Paris-Montparnasse) bedient.